# Konverb
Mit dem Begriff Konverb (engl. converb) bezeichnet man in der Sprachwissenschaft spezialisierte adverbiale Verbformen, die jedoch im Unterschied zu den indogermanischen Gerundien und Adverbialpartizipien nicht aus Partizipien abgeleitet sind, sondern ein eigenes morphologisches System etabliert haben. Außerdem beschränken sie sich in ihrem Funktionsinventar nicht auf temporale Nebensätze, sondern drücken auch andere adverbiale Hypotaxen aus.
Beispiel aus dem Türkischen:
- Gülerek gitti. „Lachend(erweise) ging er/sie.“ (imperfektives Konverb zu gülmek „lachen“)
- Gülüp gitti. „Er/sie lachte und ging“ (wtl. „Gelachthabend(erweise) ging er/sie.“) (perfektives Konverb zu gülmek „lachen“)

Sie sind nicht finit und fungieren außerdem weder als Ergänzung des finiten Hauptverbs (sind also keine Verbalnomen) noch als nähere Bestimmung eines Nomens (sind also keine Attribute).
Wie aus dem Beispiel ersichtlich, können Konverben in der deutschen Übersetzung häufig durch freie Partizipien („lachend“) wiedergegeben werden. (Anders als beim deutschen Partizip handelt es sich bei Konverben aber eben um ausschließlich adverbiale Verbformen, die nicht attributiv verwendet werden).

## Herkunft des Begriffs
Der Begriff Konverb entstammt der Altaistik und wurde zuerst von Ramstedt (1903) verwendet (Haspelmath 1995). Der Terminus medial verb hingegen stammt aus der Beschreibung asiatischer Sprachen, in welchen wegen der typischen SOV-Stellung das Konverb immer in mittlerer Position steht.

## Weitere Begriffe
Weitere Begriffe für Arten von Konverben sind Gerund(ium), medial verb,  adverbial participle, absolute construction (für romanische Sprachen), gérondif (für das Französische), conjunctive/absolutive participle (für südasiatische Sprachen) und деепричастие/deepričastie (für das Russische und Sprachen des Kaukasus, Nord- und Zentralasiens).

## Syntax der Konverben
Konverben sind in der Regel einem Hauptverb untergeordnet (ähnlich einem Nebensatz). Vor allem Gerundien, aber auch Partizipien kann man hierzu rechnen. Typischerweise werden sie durch Suffixe gekennzeichnet (wie z. B. -erek in dem obigen Beispiel). In bestimmten Sprachen können Konverben aber auch weder beigeordnet noch untergeordnet sein (s. Kosubordination). Konverben können insbesondere zum Zwecke der Satzverknüpfung (engl. clause chaining/clause linking) verwendet werden, wobei eine ganze Reihe solcher Verbformen hintereinander auftritt und durch ein finites Hauptverb abgeschlossen wird.
Eine weitere Eigenschaft der Konverben ist, dass sie häufig mit dem Hauptverb eine feste Verbindung (Hilfsverbverbindung) eingehen und so von dem untergeordneten Verb regelmäßig grammatikalisierte semantische Ableitungen, wie z. B. Aktionsarten bilden.
Beispiel aus dem Türkischen:
- Durativ durch -ip dur- (wtl. „x-getan habenderweise stehen“): Dün hep çalışıp durdum „Gestern habe ich die ganze Zeit gearbeitet.“

## Sprachen mit Konverben
Außer im Türkeitürkischen finden sich weitere Beispiele für Konverben
- in allen übrigen Turksprachen
- in den mongolischen Sprachen
- in den tungusischen Sprachen
- im Nivchischen
- im Japanischen (Te-Form, -nagara u. a.)
- im Koreanischen
- in einigen uralischen Sprachen (wie dem Ungarischen, Marischen, Udmurtischen, Kamassischen und Matorischen)
- im Jukagirischen
- im Tschuktscho-Kamtschadalischen
- in den  Eskimosprachen
- in den Dravida-Sprachen
- in den äthiosemitischen Sprachen
- in den omotischen Sprachen
- in den kuschitischen Sprachen

In gewisser Weise sind Konverben bzw. periphrastische Strukturen dieser Art auch in romanischen (s. Gerundien), indoiranischen (z. B. Sanskrit und Hindi) und slawischen Sprachen (s. Adverbialpartizipien) sowie in vielen anderen Sprachen der Welt, hauptsächlich jedoch in Sprachen mit der Grundwortstellung Subjekt-Objekt-Verb (SOV) zu finden.

### Türkisch
Im Türkeitürkischen werden folgende Verbaladverbien (ulaç) auch als Gerundien bezeichnet:

| Suffix                           | Form                         | mögliche Übersetzung   |
| -------------------------------- | ---------------------------- | ---------------------- |
| -(y)arak, -(y)erek               | bağırarak                    | schreiend              |
| -(y)a, -(y)e                     | diye                         | sagenderweise          |
| -(y)a ... -(y)a, -(y)e ... -(y)e | ağlaya ağlaya diye diye      | ständig weinend sagend |
| -alı, -eli                       | geleli                       | seit gekommen ist      |
| -ince                            | bitince                      | sobald beendet ist     |
| -ip, -ıp, -up, -üp               | gidip                        | gegangen sein und…     |
| iken                             | yemekte iken (= yemekteyken) | beim Essen             |
| -madan, -meden                   | yemeden                      | ohne zu essen          |

Beispielsätze:
- Çocuk bağırarak geldi – Das Kind ist schreiend gekommen.
- „Neredesin?“ diye bağırdı – Er/Sie/Es schrie: „Wo bist du?“
- Çocuk ağlaya ağlaya eve geldi – Das Kind ist ständig weinend nach Hause gekommen.
- Ülkü geleli bir saat oldu – Es ist eine Stunde her, seitdem Ülkü gekommen ist.
- Ders bitince kahve içeceğim – Wenn der Unterricht zu Ende ist, werde ich Kaffee trinken.
- Eve gidip duş yapacağım – Ich werde nach Hause gehen und duschen.
- Yemekteyken konuşma – Sprich nicht, während du isst.
- Dün akşam bir şey yemeden yattım – Gestern Abend habe ich mich hingelegt, ohne etwas gegessen zu haben.

### Mongolisch
Das Chalcha-Mongolische verfügt über folgende Konverben:
| Suffix                                         | Beispielform | Bedeutung                |
| ---------------------------------------------- | ------------ | ------------------------ |
| -ж/-ч                                          | хийж         | und (simultane Handlung) |
| -н                                             | нээн         | gleich darauf            |
| -аад, -ээд, -оод, -өөд, -иад, -гаад            | босоод       | und dann                 |
| -вал, -вэл, -вол, -вөл, -бал, -бэл, -бол, -бөл | тасарвал     | wenn                     |
| -ваас, -баас                                   |              | wenn (altertüml.)        |
| -вч                                            | явавч        | obwohl                   |
| -магц, -мэгц, -могц, -мөгц                     | хашгирмагц   | sobald                   |
| -х(л)аар, -х(л)ээр, -х(л)оор, -х(л)өөр         | гарахлаар    | genau dann wenn          |
| -хаар, -хээр, -хоор, -хөөр                     | авахаар      | um zu                    |
| -тал, -тэл, -тол, -төл                         | дуустал      | bis                      |
| -саар, -сээр, -соор, -сөөр                     | явсаар       | -erweise                 |
| -(нг)уут, -(нг)үүт                             | хаангуут     | sobald                   |
| -нгаа, -нгээ, -нгоо, -нгөө                     | явангаа      | bei der Gelegenheit      |
| -маажин, -мээжин, -моожин, -мөөжин             | сурмаажин    | nur wenn                 |

Beispielsätze:
- Ээж хоол хийж, аав цай ууж байна. „Mutter kocht und Vater trinkt Tee.“
- Өвгөн үүдээ нээн оров. „Der alte Mann öffnete die Tür und trat ein.“
- Ээж босоод галын өрөөнд оров. „Mutter stand auf und lief in die Küche.“
- Тог тасарвал лаа ацаадаг. „Wenn der Strom gekappt ist, wird eine Kerze angezündet.“
- Дорж одоо явавч өнөөдөр гэртээ хүрэхгүй. „Obwohl Dorj jetzt losgeht, wird er heute nicht mehr zu Hause ankommen.“
- Дүү бид хоёрыг хашгирмагц аав «Чимээгүй» гэж хэлэв. „Sobald meine jüngere Schwester und ich schrieen, sagte Vater: «Seid still!»“
- Нар гарах(л)аар дулаан болдог. „Wenn die Sonne aufgeht, wird es warm.“
- Би ногоо авахаар дэлгүүр явсан. „Ich ging in den Laden, um Gemüse zu kaufen.“
- Чамайг хоолоо хийж дуустал би ном уншина. „Bis du zu Ende gekocht hast, lese ich ein Buch.“
- Бид нашинаар явсаар, нэг айлд хүрэв. „Mit dem Auto fahrend erreichten wir ein Ail.“
- Номын сан хаангуут явна шүү! „Sobald die Bibliothek schließt, werden wir bestimmt gehen!“
- Би номын сан руу явангаа танайд очмоор байна. „Da ich sowieso zur Bibliothek gehe, schaue ich kurz bei dir zu Hause vorbei.“
- Сурмаажин сая мэднэ. „Nur wenn du lernst, wirst du wissen.“